# Rob Reiner
Robert Norman Reiner, detto Rob (New York, 6 marzo 1947) è un regista, attore, produttore cinematografico, produttore televisivo e sceneggiatore statunitense.

## Biografia
Nasce nel quartiere Bronx a New York da una famiglia ebraica che lavora nel ramo del cinema. La madre Estelle Reiner è un'attrice, mentre il padre, Carl Reiner, è un attore e regista di fama internazionale, e sarà proprio lui a spingerlo agli inizi della sua carriera. Quando ha tredici anni la famiglia si trasferisce a Los Angeles, dove frequenta la Beverly Hills High School. Si iscrive poi all'Università della California, Los Angeles. Incomincia le sue esperienze come attore di film per la tv, ma è nel 1971 che si fa conoscere dal pubblico per la sua interpretazione del personaggio di Michael Stivic nella serie Arcibaldo, che gli frutta anche due Emmy Award.
Nel 1984 si dedica alla regia dirigendo il suo primo film dal titolo This Is Spinal Tap. Il suo talento di autore, degno del padre, esploderà però nella sua prima commedia brillante Harry, ti presento Sally... che ebbe un vasto successo. Incomincia anche una collaborazione con Stephen King con i film Stand by Me - Ricordo di un'estate e Misery non deve morire. Nello stesso periodo realizza La storia fantastica. Grazie ai proventi dei suoi film di successo, fonda una casa di distribuzione, la Castle Rock Entertainment, in onore di Stephen King: "Castle Rock" è il nome di una cittadina immaginaria inventata dallo scrittore. Proprio Misery non deve morire, tratto dal romanzo Misery, sarà una delle prime produzioni della neonata Castle Rock.
Nel 1999 è stata dedicata a Rob Reiner una stella sulla Hollywood Walk of Fame, come al padre Carl Reiner circa quarant'anni prima. Nel 2008 è uscito nelle sale italiane Non è mai troppo tardi, con protagonisti i premi oscar Jack Nicholson e Morgan Freeman. È considerato uno dei grandi registi di Hollywood, grazie anche alle collaborazioni con attori come Jack Nicholson e Morgan Freeman in Non è mai troppo tardi, Kathy Bates in Misery non deve morire, Demi Moore e Tom Cruise in Codice d'onore, Michael Douglas in Il presidente - Una storia d'amore, Bruce Willis e Michelle Pfeiffer in Storia di noi due e Kevin Costner, Jennifer Aniston e Shirley MacLaine in Vizi di famiglia.

## Filmografia

### Regista
- This Is Spinal Tap (1984)
- Sacco a pelo a tre piazze (The Sure Thing) (1985)
- Stand by Me - Ricordo di un'estate (Stand by Me) (1986)
- La storia fantastica (The Princess Bride) (1987)
- Harry, ti presento Sally... (When Harry Met Sally...) (1989)
- Misery non deve morire (Misery) (1990)
- Codice d'onore (A Few Good Men) (1992)
- Genitori cercasi (North) (1994)
- Il presidente - Una storia d'amore (The American President) (1995)
- L'agguato - Ghosts from the Past (Ghosts of Mississippi) (1996)
- Storia di noi due (The Story of Us) (1999)
- Alex & Emma (2003)
- Everyday Life – film TV (2004)
- Vizi di famiglia (Rumor Has It...) (2005)
- Non è mai troppo tardi (The Bucket List) (2007)
- Il primo amore non si scorda mai (Flipped) (2010)
- The Magic of Belle Isle (anche The Third Act) (2012)
- Mai così vicini (And So It Goes) (2014)
- Being Charlie (2015)
- LBJ (2016)
- Attacco alla verità - Shock and Awe (Shock and Awe) (2017)

### Attore

#### Cinema
- Senza un filo di classe (Where's Poppa?), regia di Carl Reiner (1970)
- Quella pazza famiglia Fikus (Fire Sale), regia di Alan Arkin (1977)
- Cartoline dall'inferno (Postcards from the Edge), regia di Mike Nichols (1990)
- I visitatori del sabato sera (The Spirit of '76), regia di Lucas Reiner (1990)
- Insonnia d'amore (Sleepless in Seattle), regia di Nora Ephron (1993)
- Pallottole su Broadway (Bullets Over Broadway), regia di Woody Allen (1994)
- Agenzia salvagente (Mixed Nuts), regia di Nora Ephron (1994)
- Il tempo dei cani pazzi (Mad Dog Time), regia di Larry Bishop (1996)
- EdTV, regia di Ron Howard (1999)
- Storia di noi due (The Story of Us) (1999)
- La dea del successo (The Muse), regia di Albert Brooks (1999)
- The Wolf of Wall Street, regia di Martin Scorsese (2013)
- Mai così vicini, regia di Rob Reiner (2014)
- Attacco alla verità - Shock and Awe (Shock and Awe), regia di Rob Reiner (2017)
- Sandy Wexler  (Sandy Waxler), regia di Steven Brill (2017)

#### Televisione
- La famiglia Partridge (The Partridge Family) – serie TV, episodio 2x03 (1971)
- Arcibaldo (All in the Family) – serie TV, 183 episodi (1971-1978)
- Archie Bunker's Place – serie TV, 2 episodi (1979)
- Studio 60 on the Sunset Strip – serie TV, episodio 1x03 (2006)
- Hannah Montana – serie TV, episodio 3x07 (2009)
- I maghi di Waverly (Wizards of Waverly Place) – serie TV, episodio 2x16 (2009)
- 30 Rock – serie TV, episodio 5x03 (2010)
- New Girl – serie TV, 6 episodi (2012-2015)
- When We Rise – miniserie TV (2017)
- The Good Fight – serie TV, episodi 2x03-4x06 (2018)
- Hollywood – miniserie TV (2020)
- The Bear – serie TV, 3 episodi (2025)

### Doppiatore
- Frasier – serie TV, episodio 5x13 (1998)
- Piccolo grande eroe (Everyone's Hero), regia di Colin Brady e Dan St. Pierre (2006)
- I Simpson (The Simpsons) – serie TV, episodio 17x16 (2007)

### Sceneggiatore
- Happy Days – serie TV, episodio 1x01 (1974)
- This Is Spinal Tap (1984)
- Il primo amore non si scorda mai (Flipped) (2010)
- The Magic of Belle Isle (2012)

### Produttore
- Mai così vicini (And So It Goes) (2014)
- LBJ (2016)
- Attacco alla verità - Shock and Awe (Shock and Awe), regia di Rob Reiner (2017)

## Riconoscimenti
- Premio Oscar
  - 1993 – Candidatura al miglior film per Codice d'onore (A Few Good Men)

- Golden Globe
  - 1972 – Candidatura al miglior attore non protagonista in una serie per Arcibaldo (All in the Family)
  - 1973 – Candidatura al miglior attore non protagonista in una serie per Arcibaldo (All in the Family)
  - 1974 – Candidatura al miglior attore non protagonista in una serie per Arcibaldo (All in the Family)
  - 1976 – Candidatura al miglior attore non protagonista in una serie per Arcibaldo (All in the Family)
  - 1977 – Candidatura al miglior attore non protagonista in una serie per Arcibaldo (All in the Family)
  - 1987 – Candidatura al miglior regista per Stand by Me - Ricordo di un'estate (Stand by Me)
  - 1990 – Candidatura al miglior regista per Harry, ti presento Sally... (When Harry Met Sally...)
  - 1993 – Candidatura al miglior regista per Codice d'onore (A Few Good Men)
  - 1996 – Candidatura al miglior regista per Il presidente - Una storia d'amore (The American President)
- Premio Emmy
  - 1972 – Candidatura al migliore attore non protagonista in una serie comica o commedia per Arcibaldo (All in the Family)
  - 1973 – Candidatura al migliore attore non protagonista in una serie comica o commedia per Arcibaldo (All in the Family)
  - 1974 – Migliore attore non protagonista in una serie comica o commedia per Arcibaldo (All in the Family)
  - 1975 – Candidatura al migliore attore non protagonista in una serie comica o commedia per Arcibaldo (All in the Family)
  - 1978 – Migliore attore non protagonista in una serie comica o commedia per Arcibaldo (All in the Family)
- Independent Spirit Award
  - 1987 – Candidatura al miglior regista per Stand by Me - Ricordo di un'estate (Stand by Me)

## Doppiatori italiani
Nelle versioni in italiano delle opere in cui ha recitato, Rob Reiner è stato doppiato da:
- Giorgio Lopez in Arcibaldo (1ª voce), Mariti imperfetti
- Manlio De Angelis ne I visitatori del sabato sera, Insonnia d'amore
- Angelo Nicotra in Pallottole su Broadway, La dea del successo
- Roberto Stocchi ne Il club delle prime mogli, Mai così vicini
- Vittorio Amandola in EdTV, Dickie Roberts - Ex piccola star
- Carlo Valli in The Wolf of Wall Street, Hollywood
- Luca Dal Fabbro in Arcibaldo (2ª voce)
- Alessandro Rossi in Getta la mamma dal treno
- Claudio Fattoretto in Cartoline dall'inferno
- Stefano Mondini in Agenzia salvagente
- Ermanno Ribaudo ne Il tempo dei cani pazzi
- Paolo Buglioni in Storia di noi due
- Gianni Bonagura in Alex & Emma
- Carlo Reali in 30 Rock
- Bruno Alessandro in New Girl
- Luca Semeraro in HAPPYish
- Ambrogio Colombo in Attacco alla verità - Shock and Ave
- Gianni Giuliano in Sandy Wexler
- Pierluigi Astore in The Good Fight

Da doppiatore è sostituito da:
- Roberto Draghetti ne I Simpson
- Roberto Stocchi in Piccolo grande eroe